# Annet Mahendru
Annet Mahendru (Afghanistan, 5 november 1985) is een Amerikaanse actrice en model van gemengd Indiaas-Russische komaf. Ze is voornamelijk werkzaam in Hollywood.

## Biografie
Mahendru is een dochter van een Indiase vader en een Russische moeder. Vlak na haar geboorte verhuisde het gezin naar Duitsland. Op haar dertiende verhuisde ze naar New York en op haar negentiende naar Los Angeles. Ze spreekt vloeiend Engels, Duits, Frans, Hindi, Perzisch en Russisch.

## Filmografie

### Film
- The Art of Love (2006), als Kala
- El Padrino 2 (2008), als Serges vrouw
- Erza: Fear of a Faceless God (2009), als Erza
- Ungu (2010), als vertelster
- Duel of the Overmen (2010), als Ausler
- El Padrino II: Border Instrusion (2011), als Serges vrouw
- American Badass: Bernie's Back! (2011), als Janet
- The Hollow (2011), als Katie
- Missed Call (2011), als Steph
- Love, Gloria (2011), als Katie
- Almaz (2011), als Natasha
- Got Rights? (2012), als Afghaanse vrouw
- Captain Planet 4 (2012), als Scripty
- Escape from Tomorrow (2013), als Isabelle
- Metropolitan Stories (2013), als Esmeralda
- Bridge and Tunnel (2014), als Kelly Jones
- Smokey Eyes (2014), als Barbara
- Penguins of Madagascar (2014), als Eva (stem)
- Sally Pacholok (2015), als Sally Pacholok
- Manifest West (2021), als Alice Hayes
- Grow (2021), als Kitty / Locasta

### Televisie
- Love Monkey (2006), als groupie
- Conviction (2006), als serveerster
- Entourage (2007), als Franse vriendin
- Torchwood: Web of Lies (2011), als piloot
- Big Time Rush (2011), als Princes Svetlana
- 2 Broke Girls (2011), als Robin
- Mike & Molly (2012), als stewardess
- The Americans (2013-2016), als Nina Sergeevna Krilova
- The Blacklist (2013), als agent Rosen
- White Collar (2013), als Katya
- Grey's Anatomy (2014), als Ana
- The Following (2015), als Eliza
- The X-Files (2016), als Sveta
- Tyrant (2016), als Nafia Al-Qadi
- Neo Yokio (2017), als Mila Malevich
- Lethal Weapon (2018), als Layla Khudari
- The Romanoffs (2018), als Elena Evanovich
- The Walking Dead: World Beyond (2020-2021), als Jennifer "Huck" Mallick
- Prodigal Son (2020), als Fiona